# Divatte
Pour les articles homonymes, voir Divatte-sur-Loire.
La Divatte est une rivière française qui coule dans les départements de Maine-et-Loire et de la Loire-Atlantique. C'est un affluent direct de la Loire en rive gauche.

## Présentation générale
La Divatte prend sa source au Fuilet au niveau du village potier des Recoins, dans le département de Maine-et-Loire, en amont de la commune de La Boissière-du-Doré, située elle-même sur la rive droite de la Divatte.
Ce petit affluent, en rive gauche de la Loire, qui donne son nom à la levée qui borde le fleuve royal, s'écoule aux limites des départements de la Loire-Atlantique et de Maine-et-Loire, jusqu'à sa confluence située entre les communes angevine de La Varenne et bretonne de La Chapelle-Basse-Mer. Cette petite rivière au régime très irrégulier coule dans un relief de coteaux, vallons boisés et de petites prairies. Son cours encaissé et vallonné est ponctué de châteaux et de vieux moulins à eau.

## Historique
La Divatte fut longtemps la frontière naturelle des provinces d’Anjou et de Bretagne. Elle fait aujourd'hui la limite entre le Maine-et-Loire et la Loire-Atlantique depuis La Remaudière jusqu'à son confluent. La commune de La Boissière-du-Doré, située sur la rive droite de la Divatte fait, jusqu'au XVIIIe siècle, partie intégrante des Marches d'Anjou, avant d'être rattachée au diocèse de Nantes et intégrée au département de la Loire-Inférieure.
« La Boissière, bien que située sur le versant angevin de la Divatte, constitue une sorte d'enclave de la Loire-Atlantique, département auquel elle ne doit son appartenance qu’à une négligence de ses habitants. En effet, ceux-ci omirent d’envoyer des délégués à Paris en 1789 lors du remplacement des provinces par les départements ; ils ne purent donner leur avis dans la situation particulière qui était la leur (La Boissière faisait alors partie des marches communes de Bretagne et d’Anjou, avec sa voisine La Remaudière). Cette absence eut pour conséquence le rattachement arbitraire de la commune à la Loire-Inférieure, au motif qu’elle dépendait au même titre que La Remaudière de l’Evêché de Nantes. La Boissière fut donc à cette occasion détachée des Mauges et la Divatte perdit à cet endroit son rôle historique de frontière de l’Anjou. »[réf. nécessaire]

## Documentation photographique

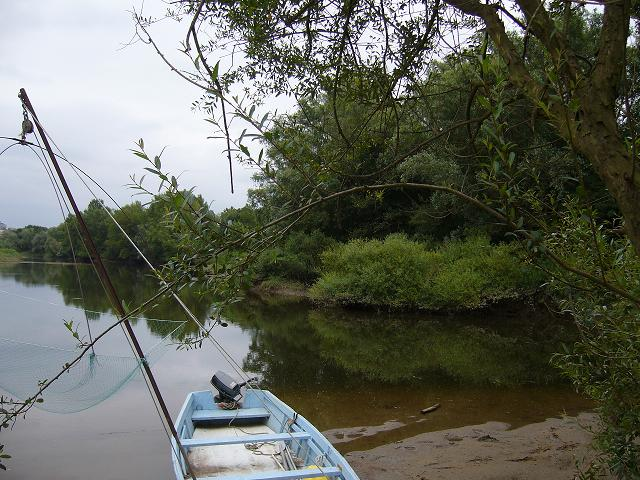
La Divatte à droite se jetant dans la Loire à gauche, l'Anjou, en second plan, étant situé sur l'autre rive de la Divatte.
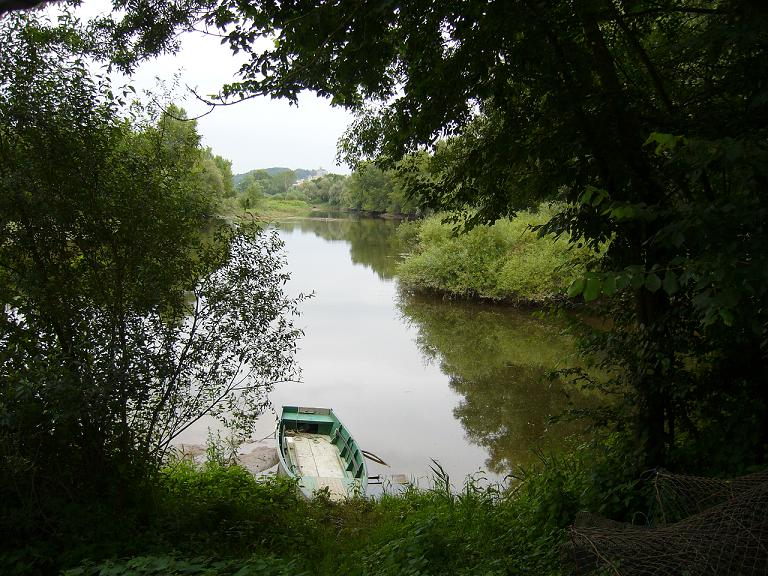
La Divatte à droite se jetant dans la Loire à gauche, le village de La Varenne au second plan.
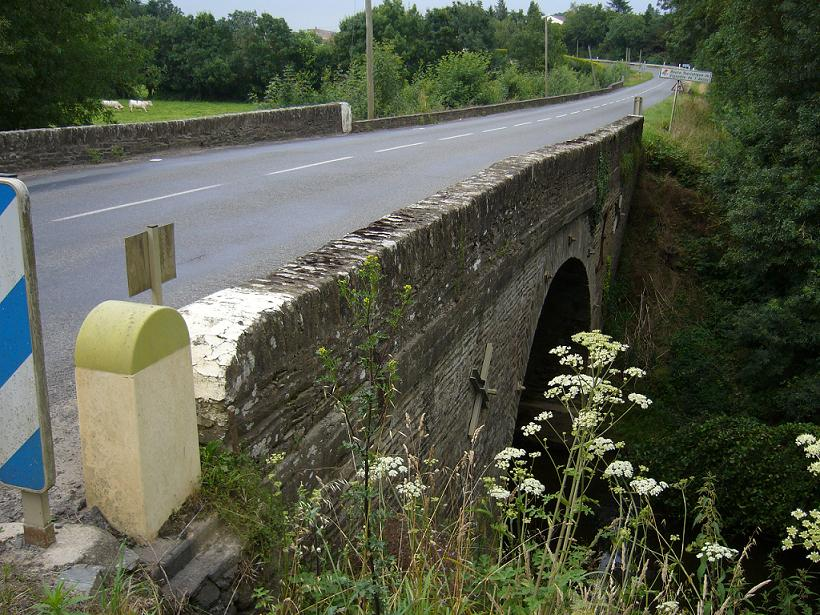
Pont enjambant la Divatte, le Maine-et-Loire sur la rive droite (second plan), la Loire-Atlantique sur la rive gauche (premier plan).
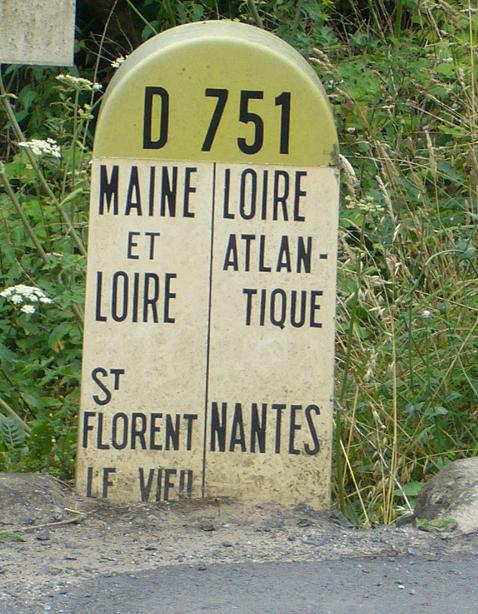
Borne routière, sur le bord de la Divatte, délimitant les départements de Maine-et-Loire et de la Loire-Atlantique.